# Abraxas punctaria
Abraxas punctaria là một loài bướm đêm trong họ Geometridae.